# 피티에르게잡이쥐
피티에르게잡이쥐(Ichthyomys pittieri)는 비단털쥐과에 속하는 준수생설치류이다. 베네수엘라의 토착종이다. 자연 서식지는 강과 습지이다. 핵형은 2n=92, FNa=98이다. 이전에는 알려진 포유류 중에서 염색체수가 가장 많은 종으로 간주되었지만, 붉은비스카차쥐 또는 붉은비스카차쥐(Tympanoctomys barrerae)의 염색체수가 4x=2n=102라는 사실이 발견되었다.